# Abraham Willink
Abraham Willink, född den 13 januari 1920 i Drachten, Friesland, död den 8 februari 1998 i Tucumán, var en nederländsk-argentinsk entomolog. 
Willinks främsta vetenskapliga bidrag gjordes inom utforskningen av stekelfamiljerna Vespidae, Sphecidae och Crabronidae. Han var också delaktig i Latinamerikas uppdelning i bioregioner. Tre släkten och 52 arter har uppkallats efter honom.